# Tholera desyllesi
Tholera desyllesi là một loài bướm đêm trong họ Noctuidae.